# Nosztályi-patak
A Nosztályi-patak a Somogyi-dombságban ered, Borjád délnyugati határában, Tolna vármegyében, mintegy 200 méteres tengerszint feletti magasságban. A patak forrásától kezdve déli irányban halad, majd Attalánál éri el a Kapost.
A Nosztályi-patak vízgazdálkodási szempontból a Kapos Vízgyűjtő-tervezési alegység működési területét képezi.

## Part menti települések
- Borjád
- Nak
- Kapospula
- Attala